# Päelda
Koordinaten: 58° 37′ N, 23° 12′ O

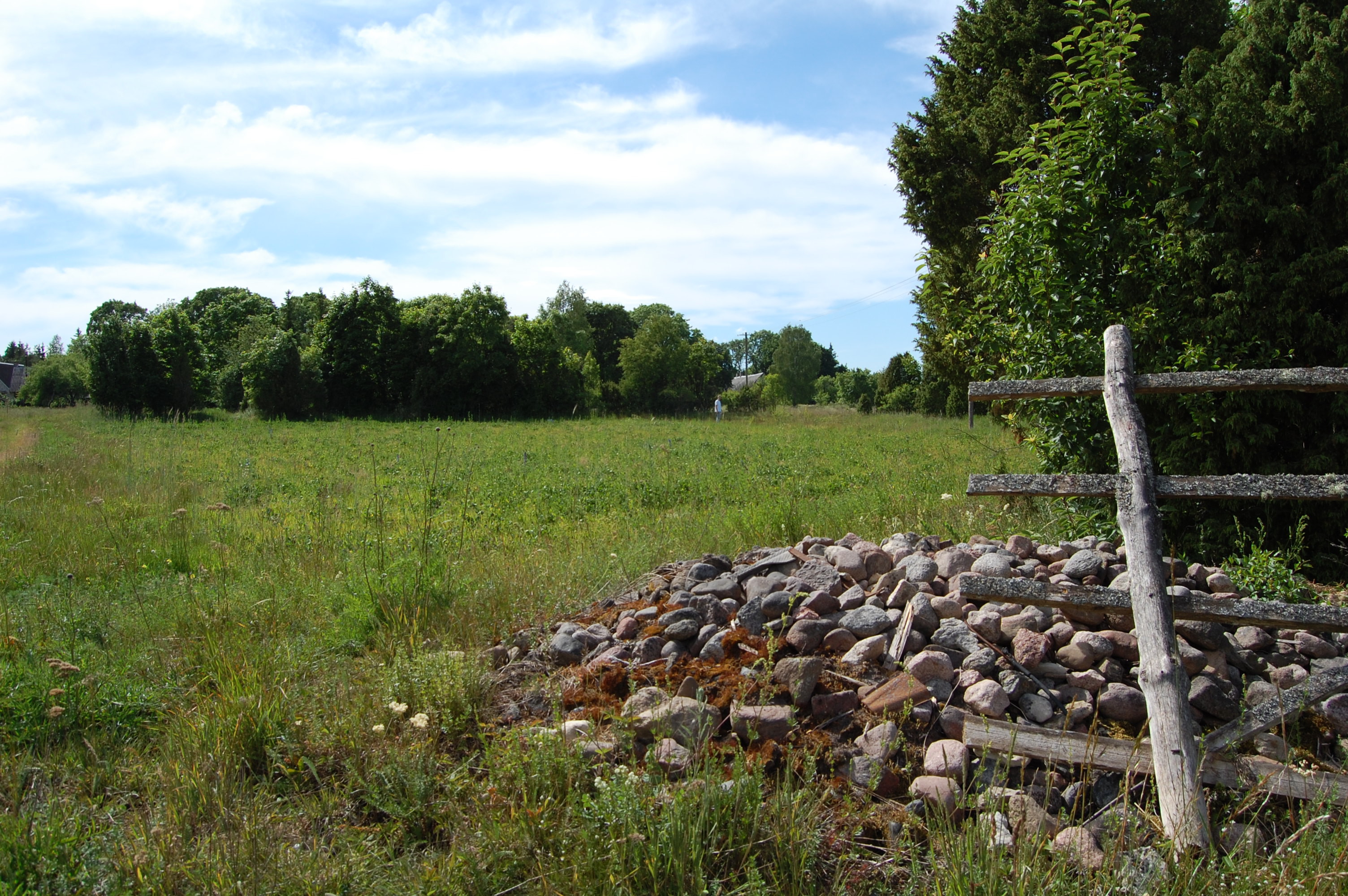
Ort der ehemaligen heidnischen Festungsanlage

Päelda (deutsch Päedla) ist ein Dorf (estnisch küla) auf der drittgrößten estnischen Insel Muhu. Es gehört zur gleichnamigen Landgemeinde (Muhu vald) im Kreis Saare (Saare maakond).

## Einwohnerschaft
Der Ort hat zwölf Einwohner (Stand 31. Dezember 2011).
In Päelda befindet sich der mit 25 Metern über dem Meeresspiegel höchste Punkt der Insel Muhu, der Sepa mägi.

## Burgberg
Östlich des Dorfkerns lag eine kleine Festungsanlage der heidnischen Esten. Sie war von einem ovalen, etwa ein Meter hohen und sieben bis acht Meter breiten Ringwall aus runden Granitsteinen umgeben. Der größte Durchmesser betrug etwa 70 Meter.
Die Anlage ist in der heutigen Landschaft kaum noch auszumachen. Archäologische Funde wurden nicht gemacht.